# واسط، عراق
واسِط (به عربی: واسط) یک منطقهٔ مسکونی در عراق است که در استان واسط واقع شده است.

## پیشینه
روایت سنتی، بنیان‌گذاری شهر واسط را به حجّاج بن یوسف نسبت می‌دهد که آن را در کرانهٔ غربی رود دجله، روبه‌روی شهر کسکر، به‌عنوان پایتخت خود در ناحیهٔ سواد عراق ساخت.
پس از مرگ حجّاج، واسط به‌طور مقطعی پایتخت والیان اموی باقی ماند. این شهر با تکیه بر کشاورزی در آن منطقه و تبدیل شدن به مرکز ضرب سکه، شکوفا شد. اما با به قدرت رسیدن عباسیان و تأسیس بغداد، اهمیت اداری واسط کاهش یافت. با این حال، در دورهٔ خلافت منصور و مهدی، توجه زیادی به کشاورزی در ناحیهٔ کسکر و شهر واسط شد.
با فروپاشی اقتدار عباسیان در نیمهٔ دوم قرن نهم میلادی، واسط بار دیگر به صحنهٔ رویدادها بازگشت و به‌صورت یک اقطاع، زیر سلطهٔ فرماندهان ترک درآمد. در سال ۸۳۴ میلادی، زط‌ها در جریان شورش خود، این شهر را غارت کردند و در شورش زنگیان در سال ۸۷۷ نیز آسیب‌های گسترده‌ای به شهر وارد شد. همه‌گیری سال ۸۷۱ نیز جمعیت واسط را به‌شدت کاهش داد. با این‌حال، شهر در قرن دهم میلادی دوباره رونق یافت.
در میانهٔ قرن یازدهم، واسط به تشیع گروید و خطبه‌ها در آن به نام خلیفهٔ فاطمی ایراد می‌شد. اما سلجوقیان پس از محاصره‌ای طولانی و در جریان جنگشان با بَساسِیری که به فاطمیان گرایش داشت، شهر را تصرف کردند. پس از مرگ سلطان ملک‌شاه در سال ۱۰۹۲، درگیری میان امرای سلجوقی در عراق و امیران خاندان مزید در حله شدت گرفت و این منطقه به‌لحاظ اقتصادی و جمعیتی رو به افول گذاشت. حتی تلاش‌های خلفای عباسی مانند راشد بالله و مقتفی لأمرالله برای بازگرداندن اقتدار در منطقهٔ سواد نیز نتوانست شرایط واسط را بهبود دهد.
با این حال، در دو قرن بعدی، تمرکز مجدد قدرت عباسیان باعث شد بخشی از شکوه پیشین به واسط بازگردد. در سال ۱۲۸۵ میلادی، شهر در برابر سپاه مغول به رهبری هلاکو مقاومت کرد که به کشتار گسترده‌ای انجامید. اما فرمانروایان ایلخانی پس از او شهر را بازسازی کردند. در سال ۱۳۳۹ و با تسلط جلایریان، واسط بار دیگر به‌عنوان مرکز ضرب سکه اهمیت یافت. جایگاه شهر تا آن‌جا اهمیت داشت که تیمورلنگ پس از تصرف آن، پادگانی بزرگ در آن مستقر کرد.
اما پس از سلطهٔ قبیلهٔ ترکمان قرا قویونلو (گوسفند سیاه)، اهمیت شهر به‌طور نهایی رو به افول گذاشت. واسط به هدفی آسان برای حملات مشعشعیان تبدیل شد که چندین بار به آن یورش بردند. آخرین حمله در سال ۱۴۵۴ میلادی صورت گرفت که در پی آن، شهر به‌طور کامل غارت و ویران شد. با این حال، یکی از نواحی حومهٔ آن با نام «واسط دوم» تا اوایل دوران عثمانی در قرن شانزدهم میلادی، همچنان مسکونی باقی ماند. اما با تغییر مسیر رود دجله، این ناحیه نیز متروک شد و واسط در دل بیابان به فراموشی سپرده شد.